# مطبعة أطلس
بدأت مطبعة أطلس بالنشر عام 1983، وهي متخصصة في الكتابة النثرية المتطرفة والرائدة منذ التسعينات في القرن التاسع عشر إلى يومنا هذا، وهي تعتبر اضخم مطبعة ناشرة بالإنجليزية للكتب عن السيريالية، ويحتوي على قائمة تتعلق ب (دادا) السريالية والتعبيرية، الأوليبو الفرنسي، وكلية العلوم الفرنسية، ونشطاء فيينا وغيرهم.
رئيس التحرير هو ألسيتر بروتشي، والمحرر الناشر يدعى مالكولم جرين لغته الأم الألمانية. ومحرر الناشر أيضا أنطوني ميلفيل، لغته الام الفرنسية ومحرر النسخ والمعلن هو تشريس ألين.
مطبعة أطلس ترتبط إيضا بالأمانة لقد نحتت المطبعة لنفسها مكانا مثاليا من خلال التوفيق بين أعلى تقنيات الطباعة، والتنفيذ الخلاق والجودة وكانت معروفة بمصداقيتها ودقة الطباعة وهي الجسد الناشر لمعهد لندن للعلوم الذي يرئسه بيتر بليغفاد.

## روابط خارجية
- Atlaspress.co.uk